# Ephippiger zelleri
Ephippiger zelleri är en insektsart som beskrevs av Fischer 1853. Ephippiger zelleri ingår i släktet Ephippiger och familjen vårtbitare.

## Underarter
Arten delas in i följande underarter:
- E. z. zelleri
- E. z. melisi